# László Sepsi
László Sepsi né le 7 juin 1987 à Luduș, Roumanie, est un footballeur roumain d'ethnie magyare. Il joue actuellement au poste de latéral gauche dans le club roumain de l'Universitatea Cluj.

## Carrière
| Période       | Club                    | Pays     | Matchs | Buts |
| 2004-2005     | Gaz Metan               | Roumanie | 24     | 1    |
| 2005-2006     | Stade rennais           | France   | 0      | 0    |
| 2006-2008     | Gloria Bistrița         | Roumanie | 45     | 0    |
| Jan 2008-2010 | Benfica Lisbonne        | Portugal | 7      | 0    |
| 2008-2009     | Racing Santander (prêt) | Espagne  | 19     | 0    |
| 2010-         | Politehnica Timișoara   | Roumanie | 46     | 0    |